# Гамарра, Августин
Агустин Гамарра-и-Мессиа (исп. Agustín Gamarra y Messia; 27 августа 1785, Куско — 18 ноября 1841, Боливия) — перуанский военный, государственный и политический деятель, Великий маршал Перу (1828). Дважды становился президентом Перу — 1-й раз с 1 сентября 1829 по 20 декабря 1833, 2-й раз — с 25 августа 1838 по 11 июля 1840 как временный президент, и с 11 июля 1840 по 18 ноября 1841.

## Биография
Агустин Гамарра родился в Куско. Учился в колледже монахов-францисканцев, но в 1809 году отказался от своей религиозной карьеры и выбрал карьеру военного. Во время Войны за независимость он первоначально поступил на службу в силы роялистов, участвуя в кампаниях в Верхнем Перу против армий Соединённых провинций. Он прошел все нижние ступеньки и дослужился до звания подполковника. 
Дважды был вовлечен в заговоры патриотов и в 1820 году был отправлен в Лиму. Вскоре после этого он присоединился к делу независимости, вступив в ряды Освободительной армии Хосе де Сан-Мартина. Позже он участвовал в двух экспедициях в центральные горы Перу и в неудачной кампании в Ике (1822 г.). С приходом Симона Боливара с колумбийской армией он был назначен начальником Генерального штаба и как таковой отличился в битве при Аякучо (1824 г.). 
Гамарра был назначен префектом Куско и главнокомандующим Южной армии. В 1828 году он вторгся в Боливию. Подписал Пикисский договор с указанной страной и получил звание маршала.
После поражения Хосе де ла Мара в войне с Великой Колумбией и после его свержения стал на непродолжительное время президентом Перу, сменив временного президента Антонио Гутьерреса де ла Фуэнте. Мирный договор с Великой Колумбией был подписан уже в правление Гамарры.

## Первое правление
Правительство Гамарры следовало противоположным курсом сторонникам конституционный реформы, ограничивавшей исполнительную власть, он отклонил конституцию 1828 года.
Гамарра был вынужден часто покидать столицу, чтобы предотвращать и подавлять восстания в различных частях страны пытаясь сохранить её территориальную целостность и единство, во время таких экспедиций он оставлял своим заместителем своего предшественника Антонио Гутьерреса де ла Фуэнте.
Главной идеей Гамарры в то время была идея аннексии Боливии, он поделился этой идеей с Андресом де Санта-Крусом бывшим тогда президентом Боливии. Но идея Гамарры не нашла широкой поддержки поскольку тогда Боливия ощущала себя уже независимым государством, несмотря на то, что отделена была от Перу в 1824 году генералом Антонио Сукре.

## Второе правление
В 1835 году, когда Орбегосо был вынужден подписать договор с Андресом де Санта-Крусом о создании Перу-боливийской конфедерации, Гамарра выступал категорически против этого. Гамарра при помощи Чили начал вооружённое сопротивление, что привело к сражению при Юнгай, где Санта-Крус потерпел полное поражение.
Во время своего второго президентства Гамарра был вынужден противостоять различным сепаратистским движениям в стране, восстаниям и подрывным действиям, организованным соседями. В очередной войне с Боливией в битве при Ингави в 1841 году Гамарра был побеждён боливийскими войсками и был убит.